# Sadeddin
Mohammed Saad-uddin ben-Hassan effendi ou Sa'd al-Dîn ibn Hasanjân Khoja Efendi, aussi nommé Khodja effendi ou simplement Sadeddin (1536-2 octobre 1599), est historien ottoman du XVIe siècle.
Il fut conseiller de Murat III, puis, ayant perdu la faveur du prince, fut nommé grand mufti (Sheikh ül-Islam). 
Il est l'auteur du Tadj al-Tawarikh (littéralement « Couronne des chroniques »), histoire des Ottomans des origines à la fin du règne de Sélim II. Écrite en prose et vers, son style est très recherché et chargé de métaphores et d'hyperboles : le texte mêle ainsi des vers arabes, persans, et turcs, des versets du Coran et des sentences traditionnelles. 

## Éditions
- texte intégral : Hoca Sadeddin Efendi, Tâcü't-tevârih. Sad. İsmet Parmaksızoğlu, 5 volumes, Ankara, 1974-1979,
- Vincenzo Bratutti a publié une traduction italienne sous le titre Chronique de l'origine et des progrès des Ottomans, Ire partie, Vienne, 1646 ; 2e partie, Madrid, 1652.
- Hieronymus Beck von Leopoldsdorf (1525-1596) a publié une traduction allemande sous le titre Annales sultanorum Othmanidarum, Francfort, 1588 et 1596.
- Adam František Kollár a publié une traduction latin sous le titre Saad ed-dini scriptoris turcici Annales turcici usque ad Muradem, Vienne, 1755